# Тональність (музика)
Тонáльність — звуковисотне положення ладу, у ширшому сенсі — ієрархічна система висотних зв'язків, центральною категорією якої є тоніка. Тональності отримують назви за їх основним тоном («тонікою») та нахилом ладу («мажор» або «мінор»). Поняття тональності було сформульоване Ж.Ф. Рамо у ряді трактатів між 1722 і 1761 роками . Пізніше було описане О.-Е. Хороном (1810) й популяризоване Ф.-Ж. Фетісом (1830-ті — 1840-ві). Поняття також описав французький музикознавець Ф.-Л.-Ж. Кастиль-Блаз (1821), як «властивість музичного ладу, що виражається у використанні його суттєвих ступенів». Протягом наступних століть як тональні системи, так і саме поняття тональності зазнали еволюції.

## Загальна характеристика
На відміну від модальності, тональність характеризується чітким і постійно відчутним тяжінням до центру ладу — тоніки, тоді як її звукоряд може бути дотриманий різною мірою. Центром тональності виступає мажорний або мінорний тризвук, побудований від її основи — тоніки. Ієрархія висотних зв'язків зазвичай вибудовується на основі класичних гармонічних функцій — тоніки, домінанти і субдомінанти.
Тональності притаманний внутрішній динамізм і активність, напруженість цілеспрямованого руху, гранична раціональна вивірена централізованість і багатство функціональних зв'язків. Активні динамічні зміни акордів і модуляції з однієї тональності в іншу виступають як вища форма руху. При цьому зміни тимчасових гармонічних центрів не скасовують центрального тяжіння, а навпаки — інтенсифікують його. Велике значення для формування тонального почуття має музичний метр і метрична екстраполяція — очікування певного продовження на основі даного початку. Відповідно до цих властивостей тональність характеризується постійно і чітко відчутним тяжінням до центру ладу.
Динамізм тональної системи опосередковано пов'язаний з характером європейського мислення епохи Нового часу, зокрема, з ідеями Просвітництва. «Модальність представляє, по суті, стабільний, а тональність — динамічний погляд на світ» (Е. Ловінська).

## Позначення тональностей
У позначенні тональності вказується основний тон (тоніка) і нахил ладу, наприклад — тональність до мажор є тональністю, в основі якого мажорний лад вибудовується від звуку до. В українській музичній практиці широко застосовуються позначення тональностей як за складовою, так і за буквеною системами. Тоніку мажорних ладів звичайно пишуть з великої літери, тоді як тоніку мінорних — з малої, наприклад:
фа-дієз мінор — fis-moll,
де «dur» — означає «мажор» (дослівно лат. dur, durus — твердий), а moll — «мінор» (дослівно лат. moll — м'який).
У нотах тональність, як правило, позначають за допомогою ключових знаків. Це пов'язано з тим, що мажорний чи мінорний звукоряди більшості тональностей, окрім до мажора і ля мінора, включають похідні ступені замість основних.

## Співвідношення тональностей
У мажорно-мінорній музиці тональності по-різному взаємодіють. Нижченаведені відношення тональностей закріплені термінологічно:
- Паралельні тональності — мажорна і мінорна тональності, що мають однакові ключові знаки. Суть «паралелізму» — спільний для обох тональностей звукоряд, проте його звукам приписуються різні тональні функції. Звукоряди паралельних тональностей відстоять один від одного на малу терцію: мажорна зверху, мінорна знизу (наприклад, До мажор — ля мінор, Фа-дієз мажор і ре-дієз мінор, сі-бемоль мажор і соль мінор і т. д.). Паралельні тональності є найбільш близькими, тому що мають сім спільних тризвуків.
- Однойменні тональності — тональності з однаковими тоніками, що належать до протилежних ладових нахилів (наприклад, Соль мажор і соль мінор). Мажорна і мінорна однойменні тональності відрізняються трьома ключовими знаками (мажор — у бік дієзів, мінор — у бік бемолів).
- Однотерцієві тональності[9] — дві тональності, в тонічному тризвуку яких терцієвий тон є спільним (наприклад: До мажор — до-дієз мінор; загальний терцієвий тон «мі»). Такі тональності належать до різних ладів і відстоять один від одного на пів тону (причому мажорна розташована нижче).

В англійській термінологічній системі паралельні тональності називаються «відносними» (relative keys), а однойменні — «паралельними» (parallel keys), що може породжувати плутанину при перекладах англійської музично-теоретичної літератури на українську мову.

## Спорідненість тональностей
Спорідненістю тональностей називається співвідношення двох тональностей, що визначається кількістю і значенням спільних акордів (тобто акордів, які складаються зі звуків, які зустрічаються в обох тональностях). Існує три ступені споріднення тональностей:
- У 1-му ступені споріднення знаходяться тональності, тонічні тризвуки яких належать до числа загальних акордів, кожна тональність має шість тональностей другого ступеня споріднення: дві того ж ладу і чотири — протилежного.
- У 2-му ступені споріднення знаходяться тональності, які мають хоча б один спільний тризвук, але не тонічний, кожна тональність має дванадцять тональностей другого ступеня споріднення: вісім того ж ладу і чотири — протилежного.
- У 3-му ступені спорідненості знаходяться тональності, які не мають жодного спільного тризвуку. Кожна тональність має п'ять тональностей третього ступеня спорідненості (одну того ж ладу і чотири — протилежного).

Ступінь споріднення тональностей обумовлює можливість і характер модуляції.

## Список тональностей
| Українською       | Класичне  | Англійське    | Знаки біля ключа |
| ----------------- | --------- | ------------- | ---------------- |
| до-бемоль мажор   | Ces (dur) | C-flat major  |                  |
| ля-бемоль мінор   | as (moll) | A-flat minor  |                  |
| соль-бемоль мажор | Ges       | G-flat major  |                  |
| мі-бемоль мінор   | es        | E-flat minor  |                  |
| ре-бемоль мажор   | Des       | D-flat major  |                  |
| сі-бемоль мінор   | b         | B-flat minor  |                  |
| ля-бемоль мажор   | As        | A-flat major  |                  |
| фа мінор          | f         | F minor       |                  |
| мі-бемоль мажор   | Es        | E-flat major  |                  |
| до мінор          | c         | C minor       |                  |
| сі-бемоль мажор   | B         | B-flat major  |                  |
| соль мінор        | g         | G minor       |                  |
| фа мажор          | F         | F major       |                  |
| ре мінор          | d         | D minor       |                  |
| до мажор          | C         | C major       |                  |
| ля мінор          | a         | A minor       |                  |
| соль мажор        | G         | G major       |                  |
| мі мінор          | e         | E minor       |                  |
| ре мажор          | D         | D major       |                  |
| сі мінор          | h         | B minor       |                  |
| ля мажор          | A         | A major       |                  |
| фа-дієз мінор     | fis       | F-sharp minor |                  |
| мі мажор          | E         | E major       |                  |
| до-дієз мінор     | cis       | C-sharp minor |                  |
| сі мажор          | H         | B major       |                  |
| соль-дієз мінор   | gis       | G-sharp minor |                  |
| фа-дієз мажор     | Fis       | F-sharp major |                  |
| ре-дієз мінор     | dis       | D-sharp minor |                  |
| до-дієз мажор     | Cis       | C-sharp major |                  |
| ля-дієз мінор     | ais       | A-sharp minor |                  |

## Додаткові матеріали
- Dahlhaus, C. (1968). Untersuchungen über die Entstehung der harmonischen Tonalität (німецька) . Kassel, Basel.
- Khramov, M. (2008). Project Commator and Sonantometry. Proceedings of the International Symposium FRSM-2008 (англійська) . Kolkata: 428–70. Процитовано 28 жовтня 2013.[недоступне посилання з липня 2019]
- Powers, H. (1981). Tonal Types and Modal Categories in Renaissance Polyphony. Journal of the American Musicological Society (англійська) . XXXIV: 133–40. {{cite journal}}: Текст «accessdate» проігноровано (довідка)
- Оголевец, А. С. (1941). Основы гармониченского языка (російська) . Москва, Ленинград.
- Лебедев, С. Н. (2008). Прототональность в музыке западноевропейского Средневековья и Возрождения. Ad musicum (російська) . Москва: 33-47.
- Способін І. Елементарна теорія музики. Переклад Є. Дроб'язка — Київ: Мистецтво. — 1952. — 204 c.
- Холопов, Ю. Н. (2002). Категории лада и тональности в музыке Палестрины. Русская книга о Палестрине. Науч. труды МГК. Сб. (російська) . Москва: МГК (32): 54-70.